# Автопортреты Тараса Шевченко
Автопортреты Тараса Шевченко — собственные изображения, которые создавал Тарас Шевченко на протяжении своей жизни. Количество автопортретов Шевченко трудно поддаются учёту. Многие из них не дошли до нашего времени и известны лишь по переписке художника или воспоминаниям его современников. Многие разбросаны на полях рукописей литературных произведений поэта, писем, на листах рабочих альбомов и даже на рисунках других художников. Например, на копии, выполненной М. Репниной с рисунка, на котором изображён дом его родителей в Кирилловке (сейчас Шевченково), Тарас Григорьевич нарисовал себя во весь рост.

## Первый автопортрет
Самый ранний из известных на сегодняшний день автопортретов (холст, масло, 43×45, в овале, Национальный музей Тараса Шевченко) написан в начале 1840 года в Петербурге. Это одна из первых попыток Шевченко рисовать масляными красками. На картине представлен романтично возвышенный образ молодого художника-поэта. По манере исполнения — изящный рисунок, колорит которого построен на сине-зелёных тонах с вкраплениями красного цвета, а главное — романтический образ — явственно ощущается влияние Карла Брюллова. Картина не завершена.

## Автопортреты периода «трёх лет»

### Автопортрет, написанный в Яготине
Автопортрет (бумага, тушь, перо, 22,7×18,4, частное собрание, Москва), нарисован в Яготине 23 — 26 ноября 1843 года и подарен Варваре Репниной вместе с рукописью поэмы «Тризна», изображает Шевченко за работой. Здесь отчётливо передано внимательное восприятие молодым художником окружающей жизни. Портрет выполнен свободным, уверенным штрихом, близким к манере рисования иглой на меди.

### Автопортрет 1845 года
Автопортрет, нарисованный в конце августа 1845 года (бумага, карандаш, 17×13,3, Государственный музей Тараса Шевченко), словно развивает идею предыдущего, подарен Н. Тарновской. Он предельно прост, ясен по форме. Шевченко на нём полон энергии, внутренней силы и решительности.

### Автопортрет со свечой
К 1845 году относится и автопортрет со свечой, известный по офорту Шевченко 1860 года. В альбоме 1845 года есть набросок карандашом к этому произведению (обратный лист 10).

### Несохранившийся автопортрет 1845 года
По воспоминаниям А. Козачковского известно, что в 1845 году Шевченко почти завершил работу над ещё одним автопортретом, в котором изобразил образ «народного поэта, метко схваченный в минуту его поэтического вдохновения». Этот рисунок не сохранился.

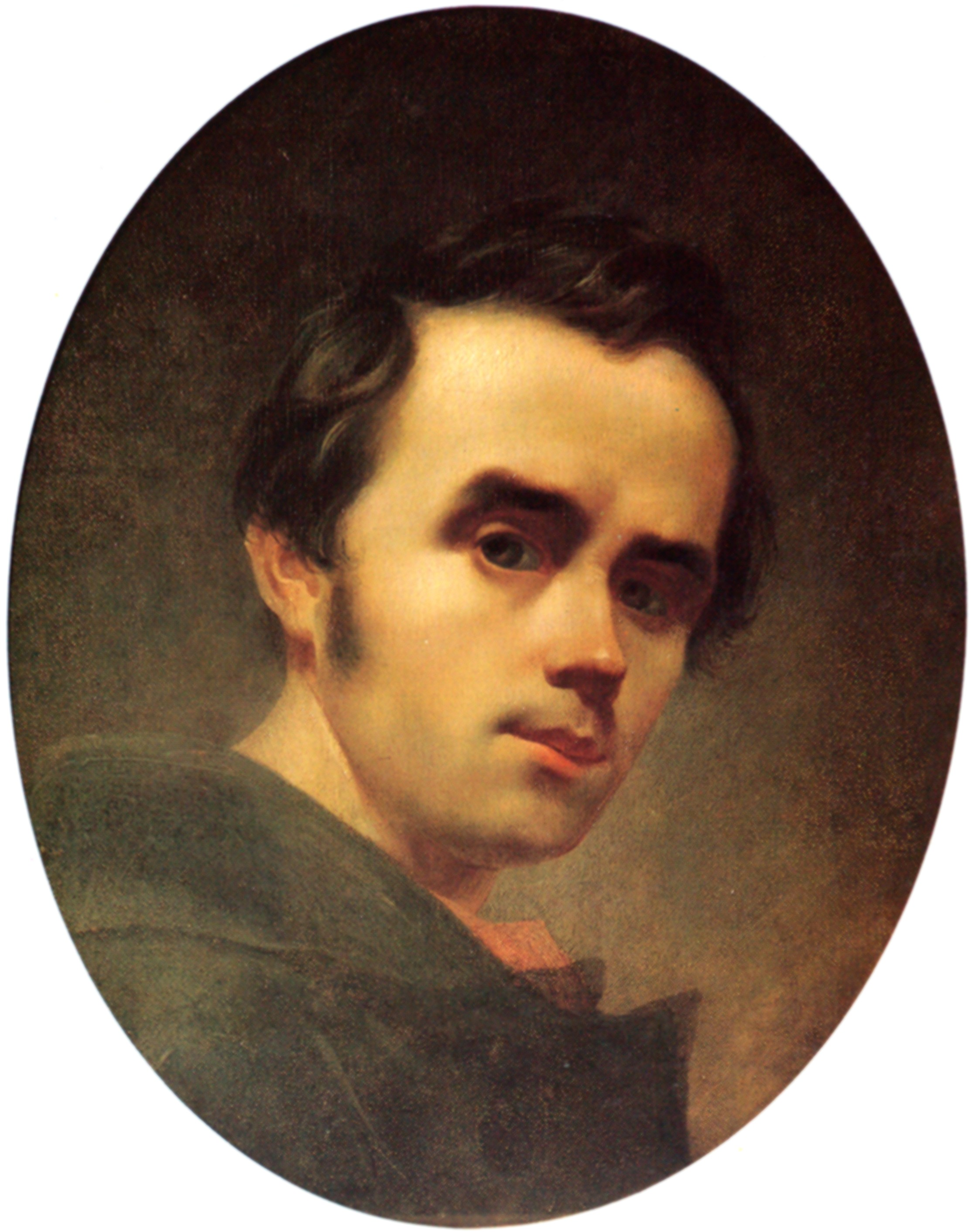
Первый автопортрет Тараса Шевченко, 1840 год
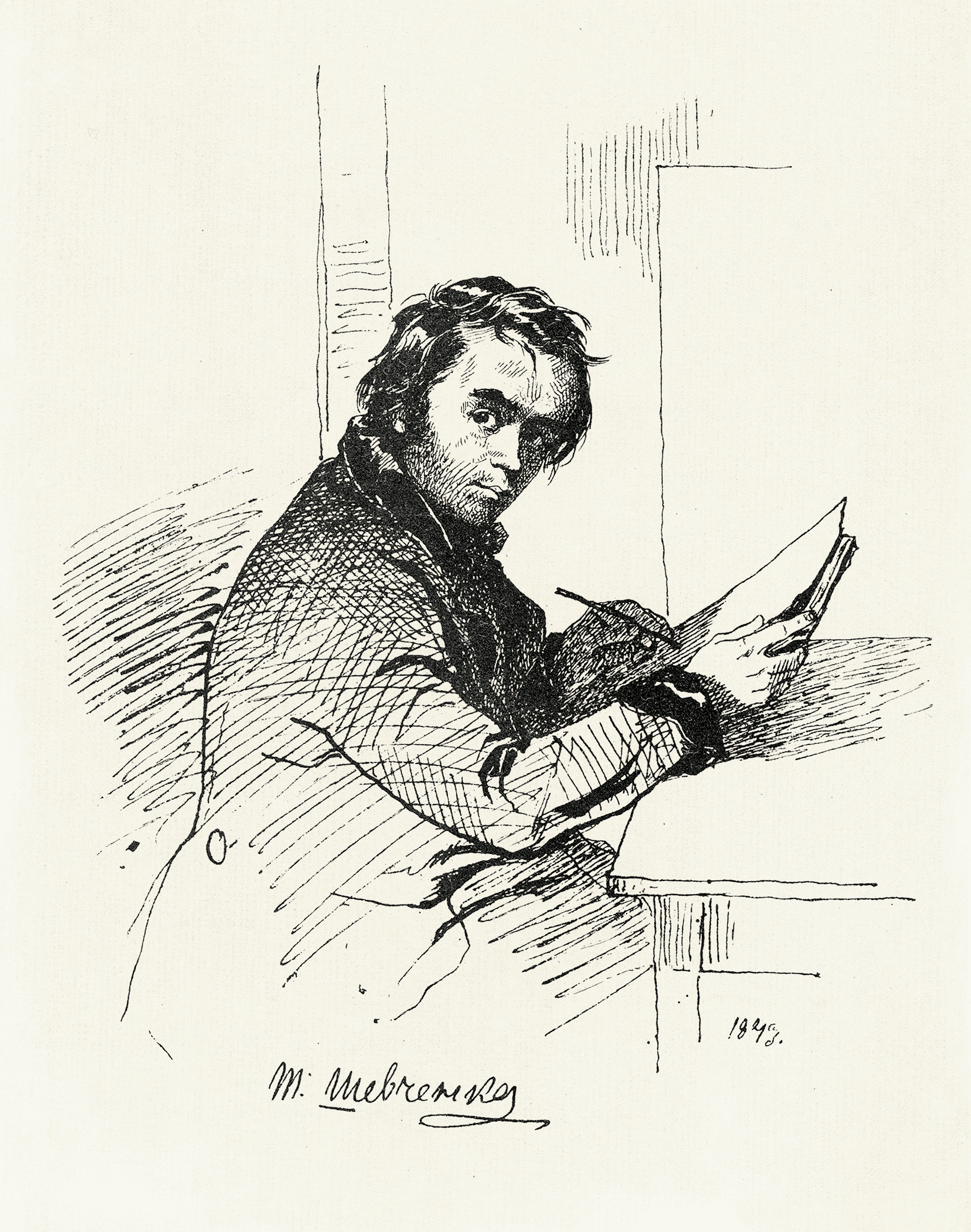
Автопортрет, подаренный Варваре Репниной, 1843 год
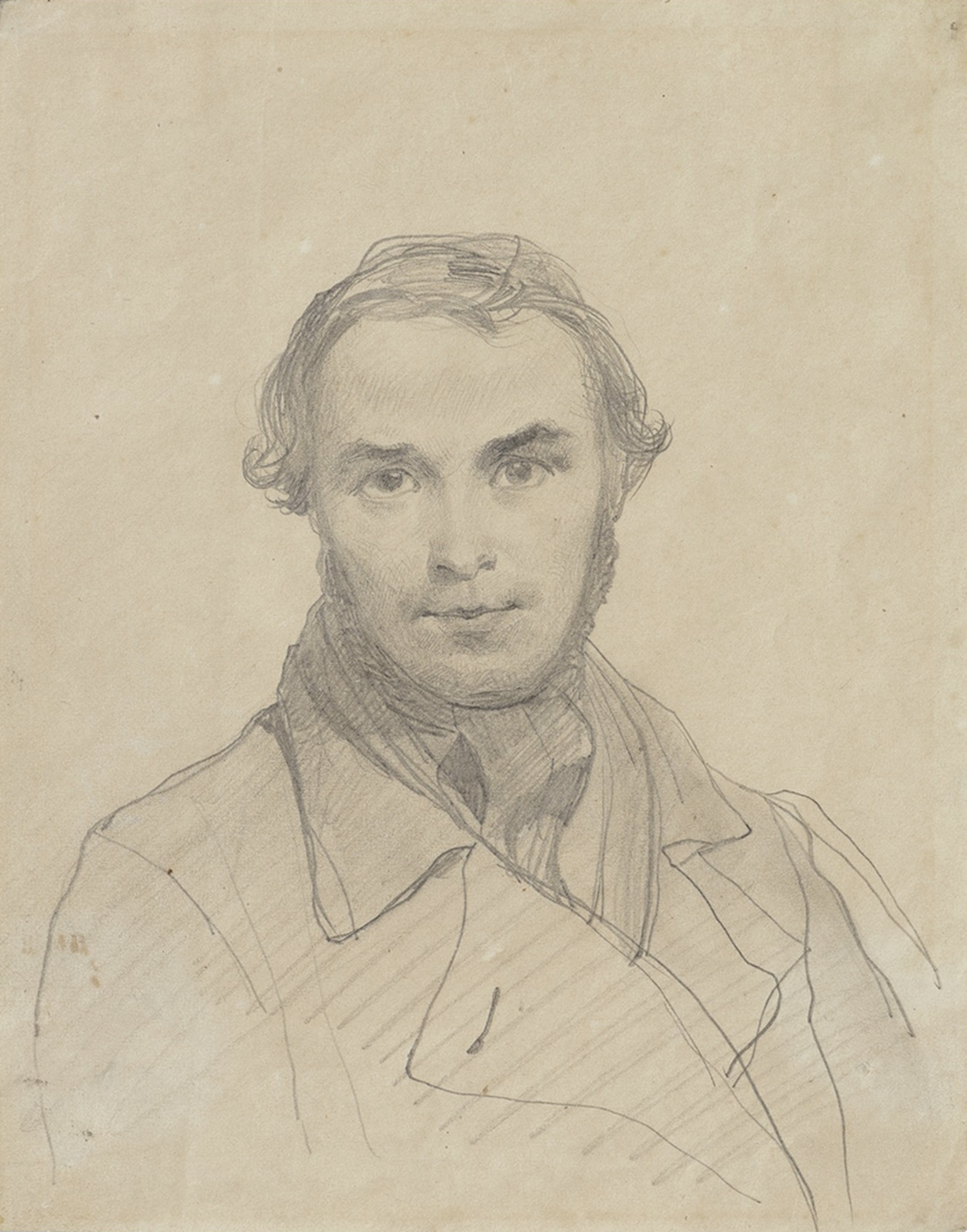
Автопортрет, август 1845 года
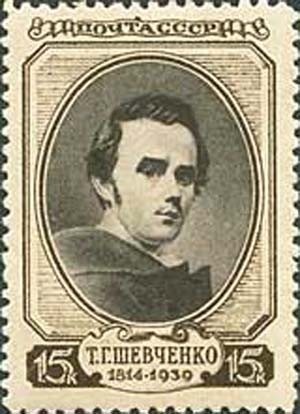
Почтовая марка СССР 1939 год. Серия «125-летие со дня рождения Т. Г. Шевченко»: Автопортрет Т. Г. Шевченко

## Автопортреты периода ссылки

### Первый автопортрет периода ссылки
Первый автопортрет (бумага, масло, 12,7×9,9, Государственный музей Тараса Шевченко), нарушив царское запрещение писать и рисовать, Шевченко нарисовал между 23 июня и 11 декабря 1847 года в Орской крепости, только прибыв туда, и 11 декабря 1847 прислал его А. И. Лизогубу. Это портрет поэта в солдатском мундире и фуражке-бескозырке. Тяжелые муки уже наложили отпечаток на лицо Шевченко, на котором поражают широко раскрытые, полные скорби глаза.

### Автопортреты, написанные во время Аральской экспедиции
Из автопортретов, выполненных во время пребывания в Аральской экспедиции (1848—1849), до нас дошёл лишь один (бумага, сепия, 15,6×12,9, Львовский музей украинского искусства), который художник вскоре подарил А. Венгжиновскому в Оренбурге. Тарас Шевченко изобразил себя в наряде, который носил в экспедиции, обычном гражданском пальто и светлой фуражке с большим козырьком, на лице — следы усталости от нелёгких странствий.
К этому произведению близки три портрета (холст, масло, в овале, восстановленный в книге «Тарас Шевченко как художник», Львов -Москва, 1914, где сейчас этот портрет — неизвестно; холст, масло, 24,5×19,8, Государственный музей Тараса Шевченко; холст, масло, 26,2×21,4 Государственный музей Тараса Шевченко), которые относительно авторства требуют дополнительного исследования: до сих пор не установлено, что это автопортреты Шевченко, или их копии, или варианты, сделанные другими художниками. Судьба нарисованного во время Аральской экспедиции автопортрета, отправленного Варваре Репниной 14 ноября 1849 года, через три недели после возвращения из Оренбурга, неизвестна.

### Автопортреты, выполненные в Оренбурге
Из времён пребывания Шевченко в Оренбурге сохранились два автопортрета. Один из них (бумага, сепия, белила, 24,3×18,1, Государственный музей Тараса Шевченко) нарисован не позднее 29 декабря 1849 года и подарен Лазаревскому. Шевченко изобразил себя в гражданской одежде — в светлой куртке, из-под которой виден воротник белой рубашки. На лице чувствуется душевный покой. В том, что поэт изобразил себя именно так, вероятно, имело значение то, что в это время он жил не в ужасных условиях солдатской казармы, а на частной квартире, среди друзей и имел возможность рисовать.
Психологической характеристикой к этому рисунку близок автопортрет в солдатском мундире с погонами (бумага, сепия, 16,2×13, Государственный музей Тараса Шевченко), который Шевченко 29 декабря 1849 года прислал А. Лизогубу. Поэт тогда ещё надеялся на облегчение своей участи, ждал повышения в звании до унтер-офицера и официального разрешения рисовать.

### Автопортреты, написанные в Новопетровском укреплении
Но вскоре, после ареста за нарушение царского запрета и почти полугодового следствия, Шевченко был сослан в Новопетровское укрепление. Здесь он создал новые автопортреты — поразительной силы художественные документы о семи годах нечеловеческих физических и моральных мучений, но, вопреки всему, и вдохновенной, подвижнической, героической творческой работы. К этим годам относится ряд сюжетных, жанровых рисунков, в которые художник ввёл автопортреты. Во время экспедиции в Каратау он нарисовал рисунок «Шевченко среди товарищей», на котором изобразил себя за рисованием вместе с Б. Залесским и Л. Турно. Его изображение здесь близко к автопортрету (тонкий бристольский картон, итальянское масло, белила, Государственный музей Тараса Шевченко), созданному в июле — августе 1851 года и подаренного Б. Залесскому (который впоследствии техникой офорта выполнил с него копию).
На последние годы пребывания художника в Новопетровском укреплении приходится рисунок «Шевченко рисует товарища», где он изобразил себя за работой в кибитке, которую специально для него поставил в саду возле укрепления И. Усков. На этом рисунке воссоздан образ Шевченко, обстановку, в которой он тогда находился, передано его увлечение искусством.
В Новопетровском укреплении Шевченко нарисовал также два автопортрета, один из которых 3 ноября 1854 года передал с М. Семёновым в дар Осипу Бодянскому, а второй направил 22 апреля 1857 года Якову Кухаренко. Оба рисунка не сохранились. На первом, как можно утверждать на основании письма к О. Бодянскому, художник изобразил себя в гражданской одежде. Второй известен с фоторепродукции, хранившейся в архиве Олены Пчилки (теперь в институте литературы имени Т. Г. Шевченко). Он нарисован сепией; судя по тому, что Шевченко изобразил себя здесь в гражданской одежде, этот портрет выполнен в 1853—1854 годах.

### Жанровые рисунки периода ссылки
Важное место в творчестве Шевченко этого времени занимают жанровые рисунки «Шевченко и байгуши» и «Шевченко и казахский мальчик, играющий с кошкой», в которые художник ввёл автопортреты, чтобы подчеркнуть достоверность изображённого и передать свои соболезнования угнетаемому тогда, обречённому на нищету и голод казахском народу. Автопортреты, выполненные в виде силуэта, есть и на рисунках «Казарма» и «Кара колодкой» (последний из серии «Притча о блудном сыне», оба 1856—1857).

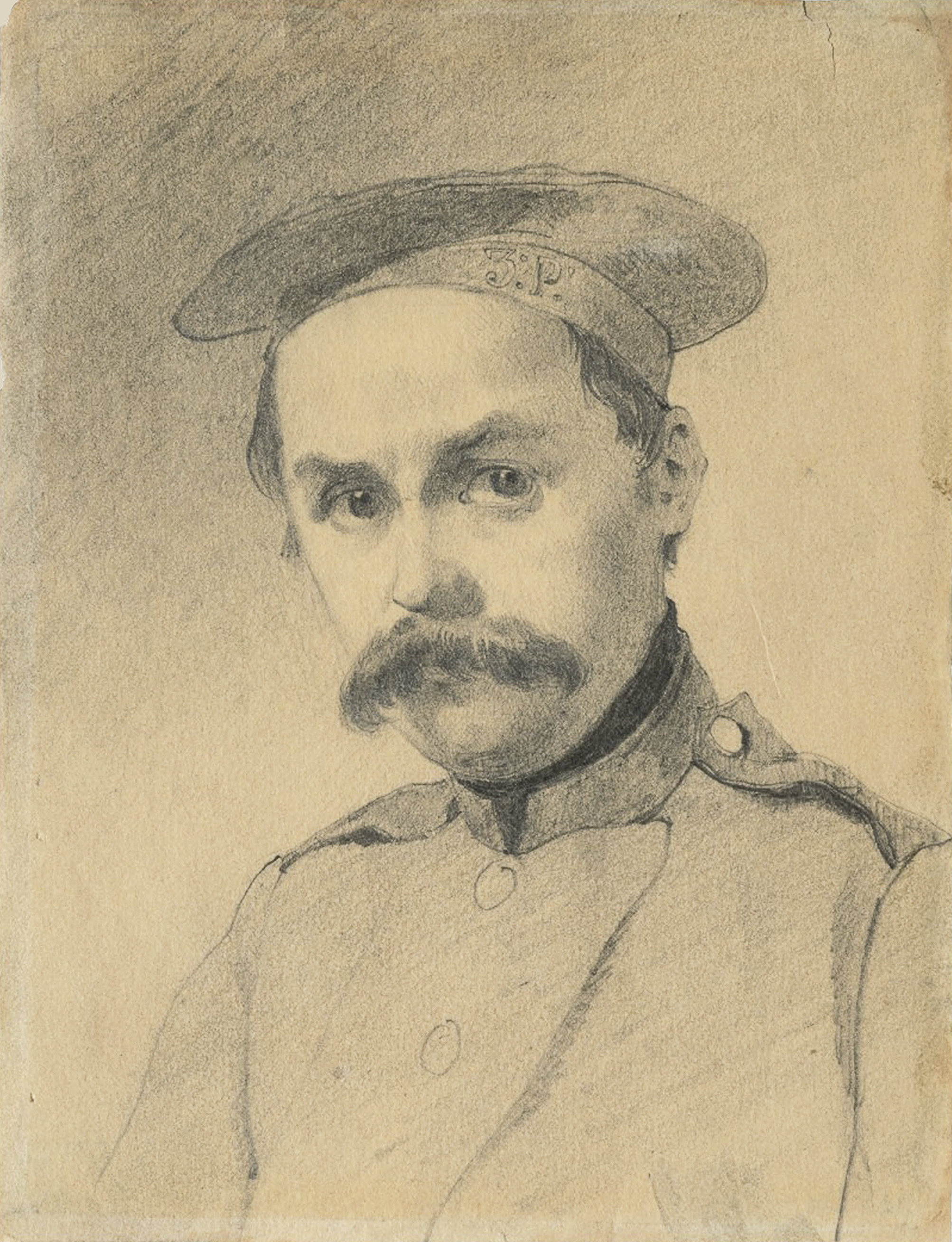
Автопортрет 1847 года
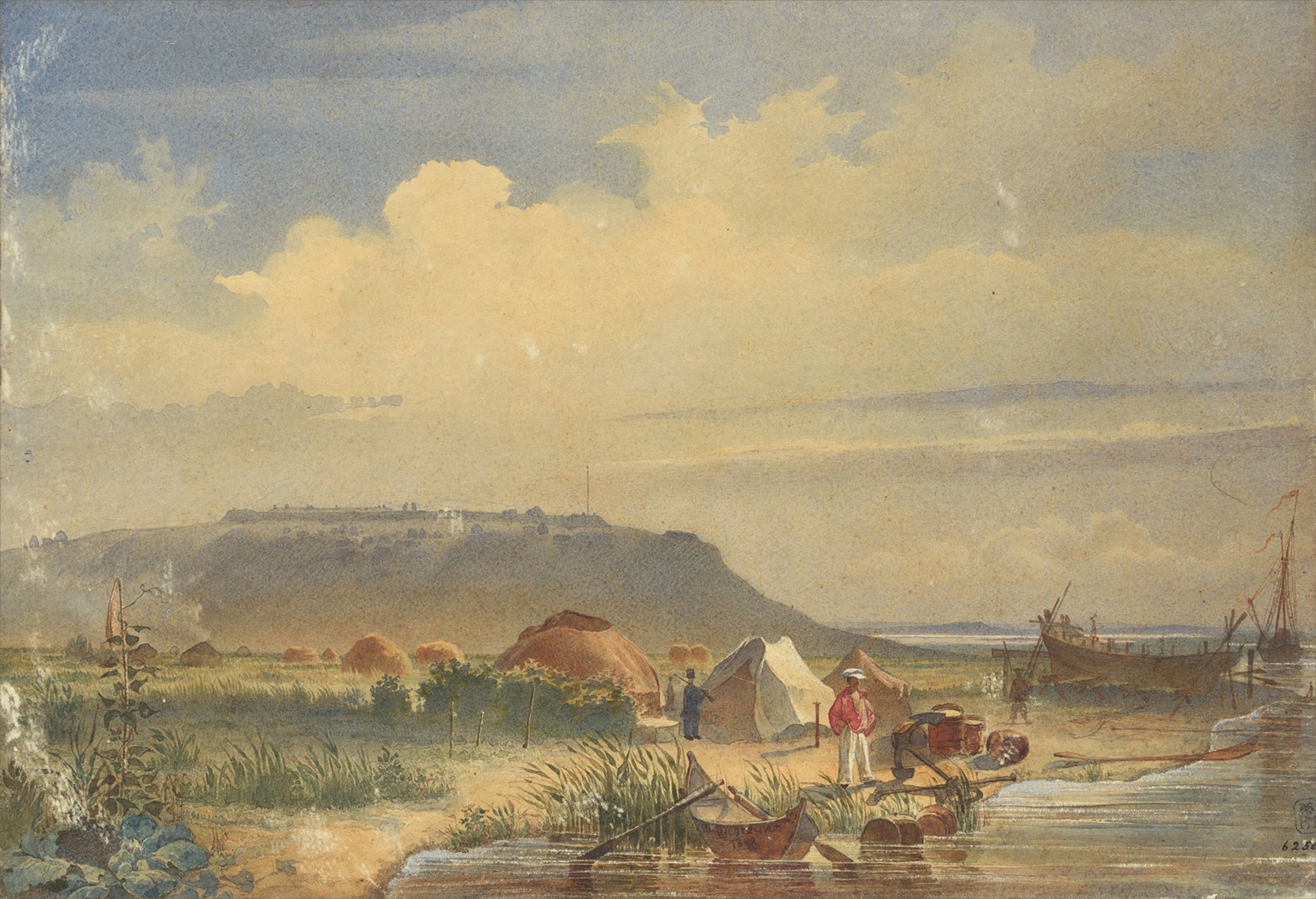
Автопортрет на берегу Сырдарьи
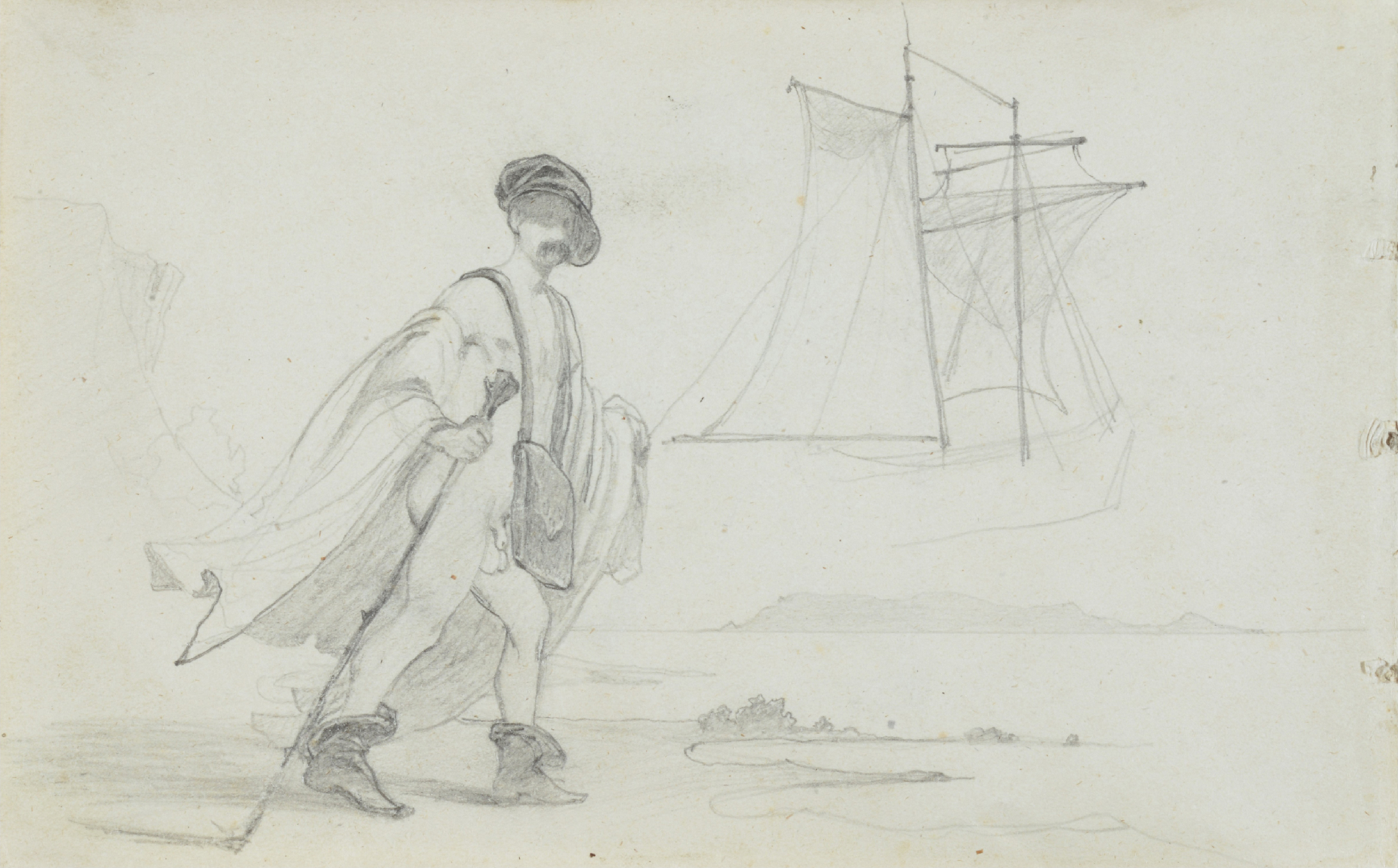
Автопортрет 1848 года
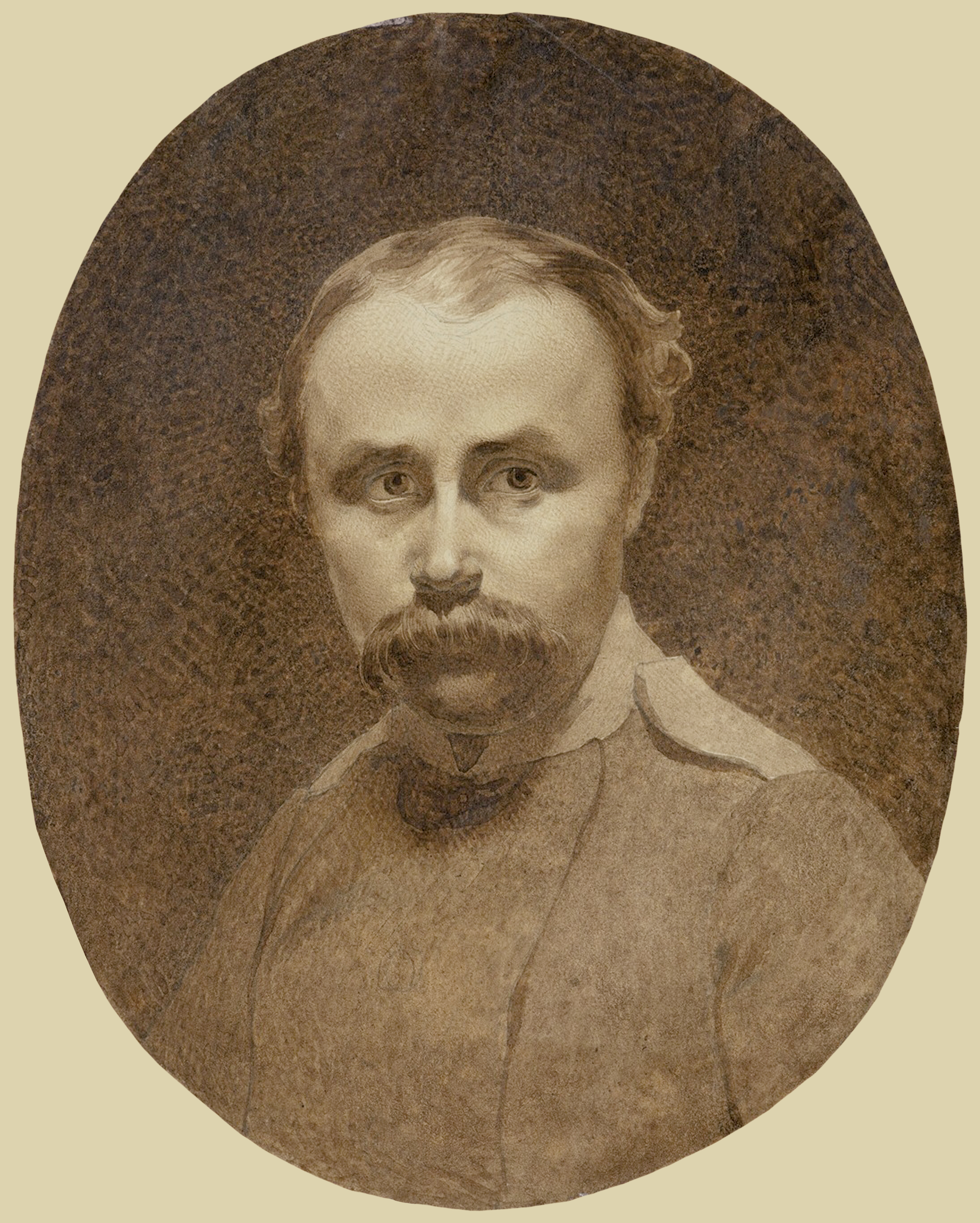
Автопортрет, написанный во время Аральской экспедиции, 1848-1849 год
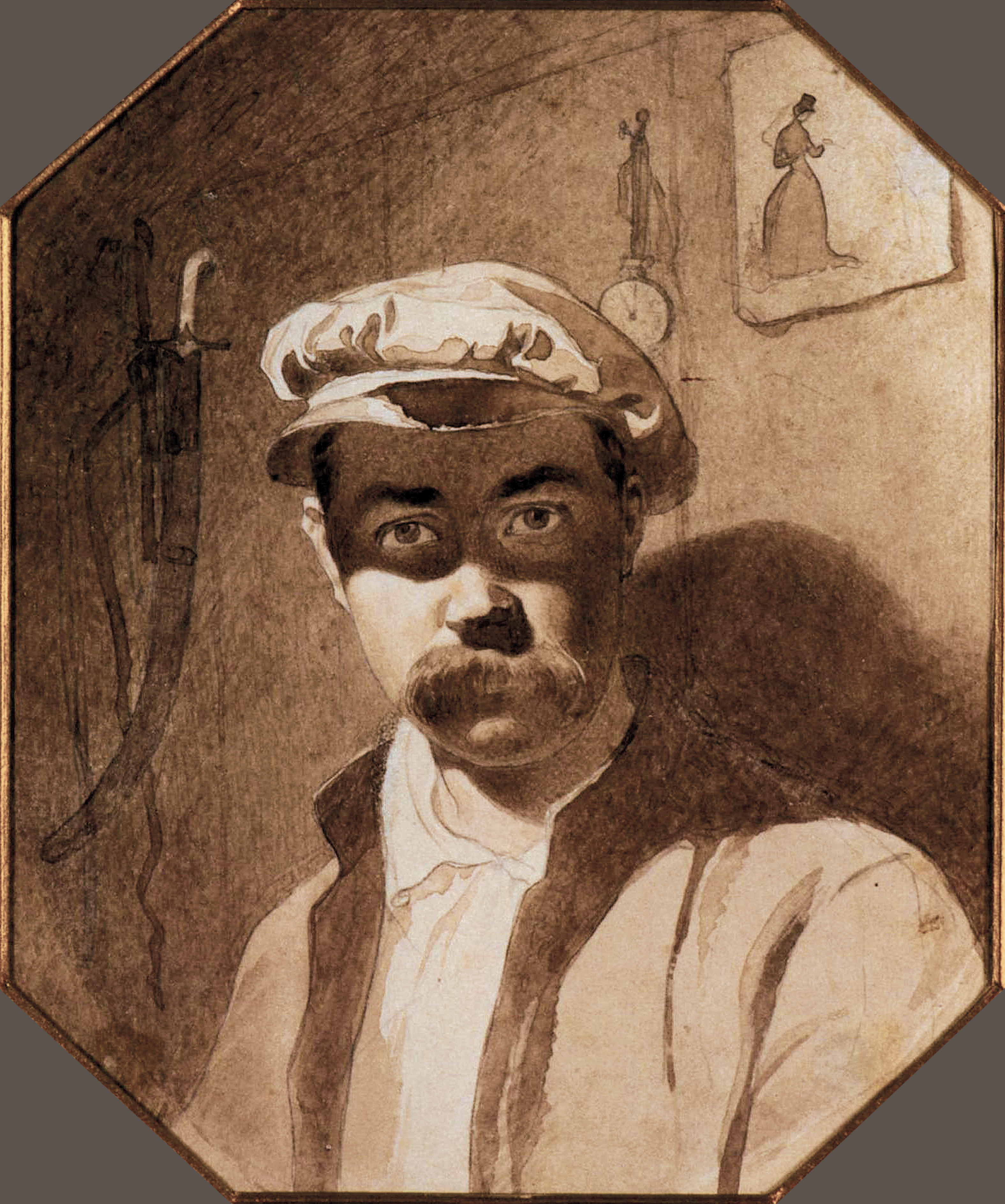
Автопортрет 1849—1850 годов
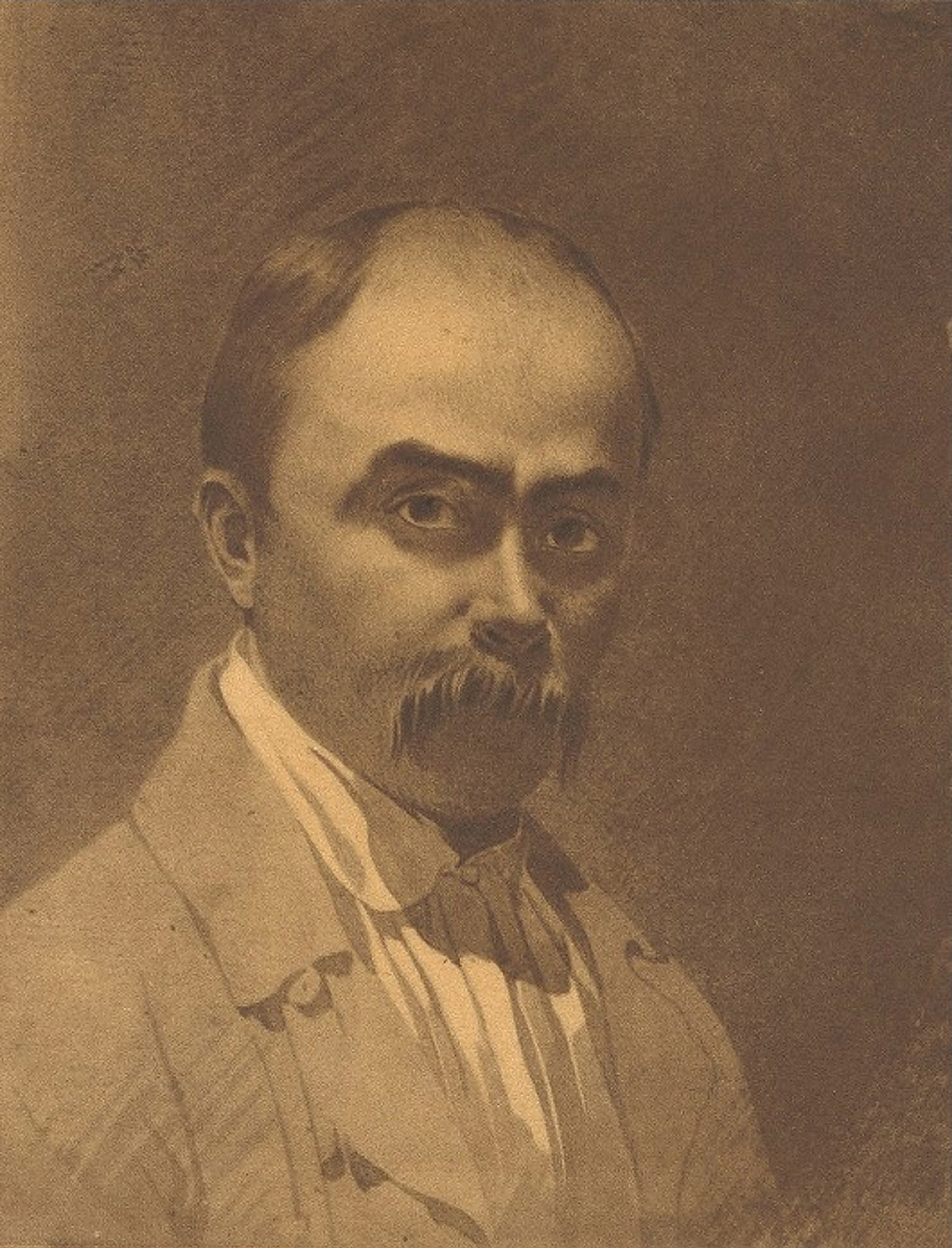
Фоторепродукция автопортрета, подаренного Кухаренко
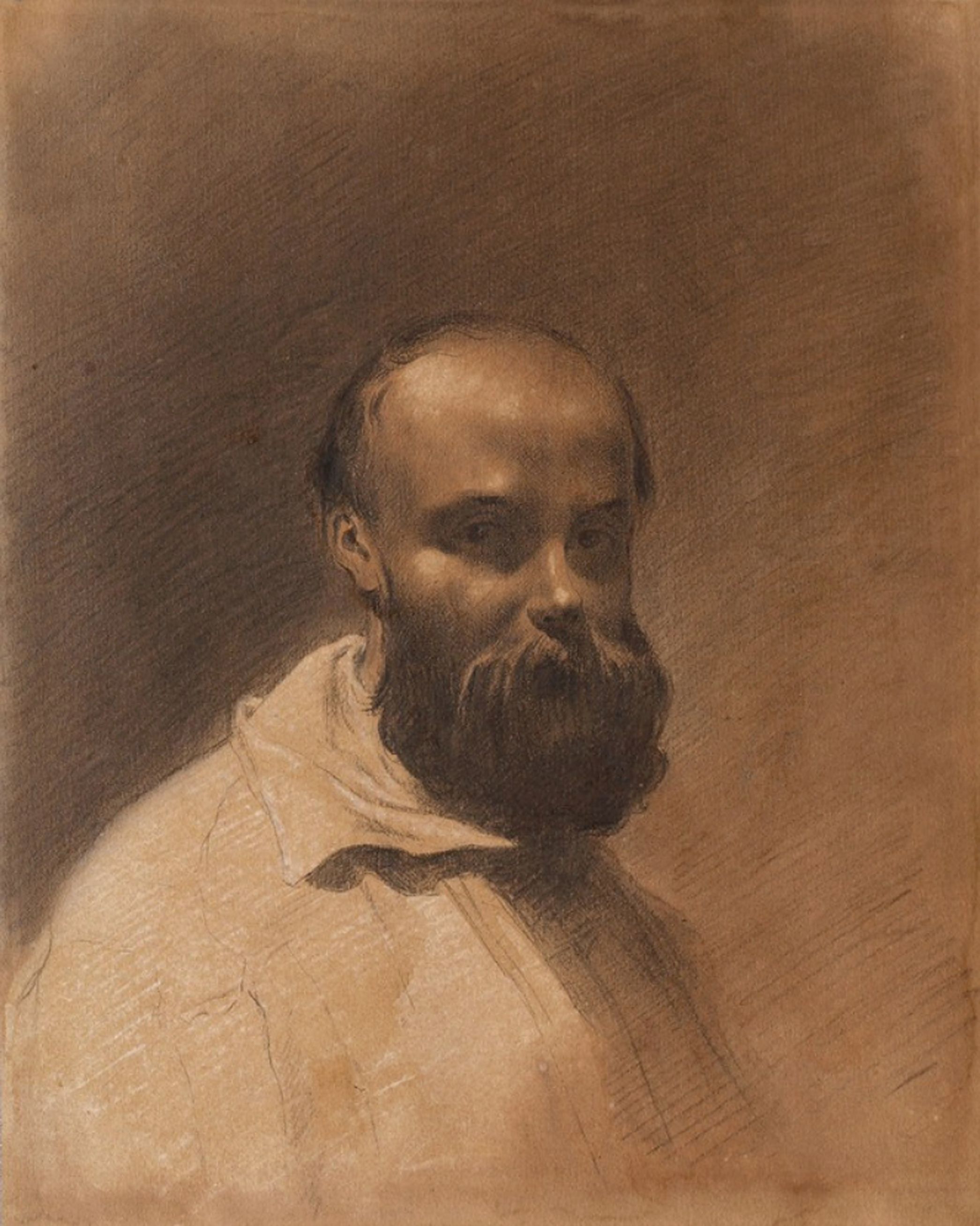
Автопортрет 1851 года

## Автопортреты последних лет жизни

### Автопортреты, написанные в Нижнем Новгороде
Возвращаясь из ссылки, в Нижнем Новгороде Шевченко нарисовал ещё два автопортрета. Первый (тонкая бумага, итальянский белый карандаш, 31,4×24,6, Государственный музей Тараса Шевченко), нарисованный не позднее 28 ноября 1857 года, автор подарил М. С. Щепкину.
Второй (тонкая бумага, итальянский белый карандаш, 25,5×21,2, Государственный музей Тараса Шевченко), выполненный не позднее 4 января 1858 года, прислал тогда же с П. А. Овсянником в подарок Михаилу Лазаревскому. В обеих рисунках появляется образ сильного духом человека, вышедшего несокрушимым из тяжелейших испытаний. Михаил Лазаревский из подаренного ему автопортрета заказал 25 фотокопий, которые распространял среди друзей и знакомых.

### Автопортреты, выполненные в Петербурге
Большинство автопортретов, созданных в Петербурге в последние годы жизни, Шевченко выполнил техникой офорта. Работая над ними, он часто пользовался фотографиями.

### Автопортрет в тёмном костюме
Автопортрет в тёмном костюме (бумага, офорт, 16,4×12,3, создан по фотографии конца 1850-х годов) выполнен не позднее 14 марта 1860 года. С этого рисунка сохранились также отпечатки (16,1×12,5), где фон покрыт тонким слоем акватинты. Автопортрет проникнут глубоким лиризмом. Поражает выражение глаз, которого раньше в автопортретах Шевченко не было: в них и грусть, и нежность, и тёплое сочувствие. Это выражение — «ласковое, почти нежное», как заметил в глазах художника Иван Тургенев.

### Автопортрет с бородой, в тулупе и шапке
Вскоре по фотографии, сделанной в конце марта 1858 года, был создан автопортрет с бородой, в тулупе и шапке (бумага, офорт, 16,9×12,5), который можно датировать не позднее 4 апреля 1860 года. Тщательно проработав лицо и выделив его легкой штриховкой фона вокруг головы, Шевченко в свободной манере наметил наряд и положенную на колено руку, что придало образу своеобразный артистизм.

### Автопортрет со свечой
По рисунку, выполненному в 1845 году, который Шевченко отыскал (где — теперь неизвестно), в мае 1860 года он создал автопортрет со свечой (бумага, офорт, акватинта, 16,4×13), в котором искусно передал эффект освещения — борьбу света с тьмой, вследствие чего произведение приобрело символическое звучание. В этом автопортрете привлекает внимание разнообразие применяемых технических приёмов. Свеча в едва приподнятой руке - образ искателя истины и апологета правды - своего рода Диоген нашего поколения. Густым плетением разной силы штрихов, подчеркнутых и объединённых слоем акватинты, художник показал как мрак отступает перед победной силой света. Лицо смоделировано прозрачными перекрёстными штрихами, а наряд изображён сеткой параллельных линий, которые имитируют классическую гравюру, выполненную резцом.

### Автопортрет в светлом костюме
По фотографии, которую сделал в 1859 году в Киеве Иван Гудовский, Шевченко в 1860 году нарисовал автопортрет в светлом костюме (бумага, офорт, 16,5×12,5). Здесь на лице Шевченко заметны следы тяжёлой болезни, которая подтачивала и без того надломленное ссылкой здоровье поэта. В этом произведении также отразилось угнетённое состояние Шевченко, в котором он вернулся в Петербург после пребывания на Украине летом 1859 года.

### Автопортрет в шапке и тулупе
Если каждый из рассмотренных автопортретов Тараса Шевченко раскрывает определённую грань образа художника, передаёт то или иное душевное состояние, то последний из этой группы автопортретов — в шапке и тулупе (бумага, офорт, 22,8×16,8), созданный не позднее 4 декабря 1860 года по фотографии Андрея Деньера, сделанной в 1859 году, даёт обобщённый образ Шевченко. Произведение поражает глубиной и целостностью характеристики. Недаром современники поэта (К. Юнге и другие) считали его самым удачным и наиболее похожим из всех прижизненных изображений Шевченко и он имел наибольшую популярность.
Технически портрет выполнен безупречно. Офортный штрих приобрёл здесь исключительную экспрессию. Штриховкой покрыт не только фон вокруг головы, но и всё изображение: перекликаясь с энергичным штрихом, которым передана шапка и воротник тулупа, она предоставляет портрету своеобразную строгость. На автопортрете есть авторская подпись, дата исполнения, а также монограмма из букв окаймленных кругом, которые написаны энергичным росчерком.
Офортные автопортреты Тараса Шевченко хранятся в Государственном музее Тараса Григорьевича Шевченко.

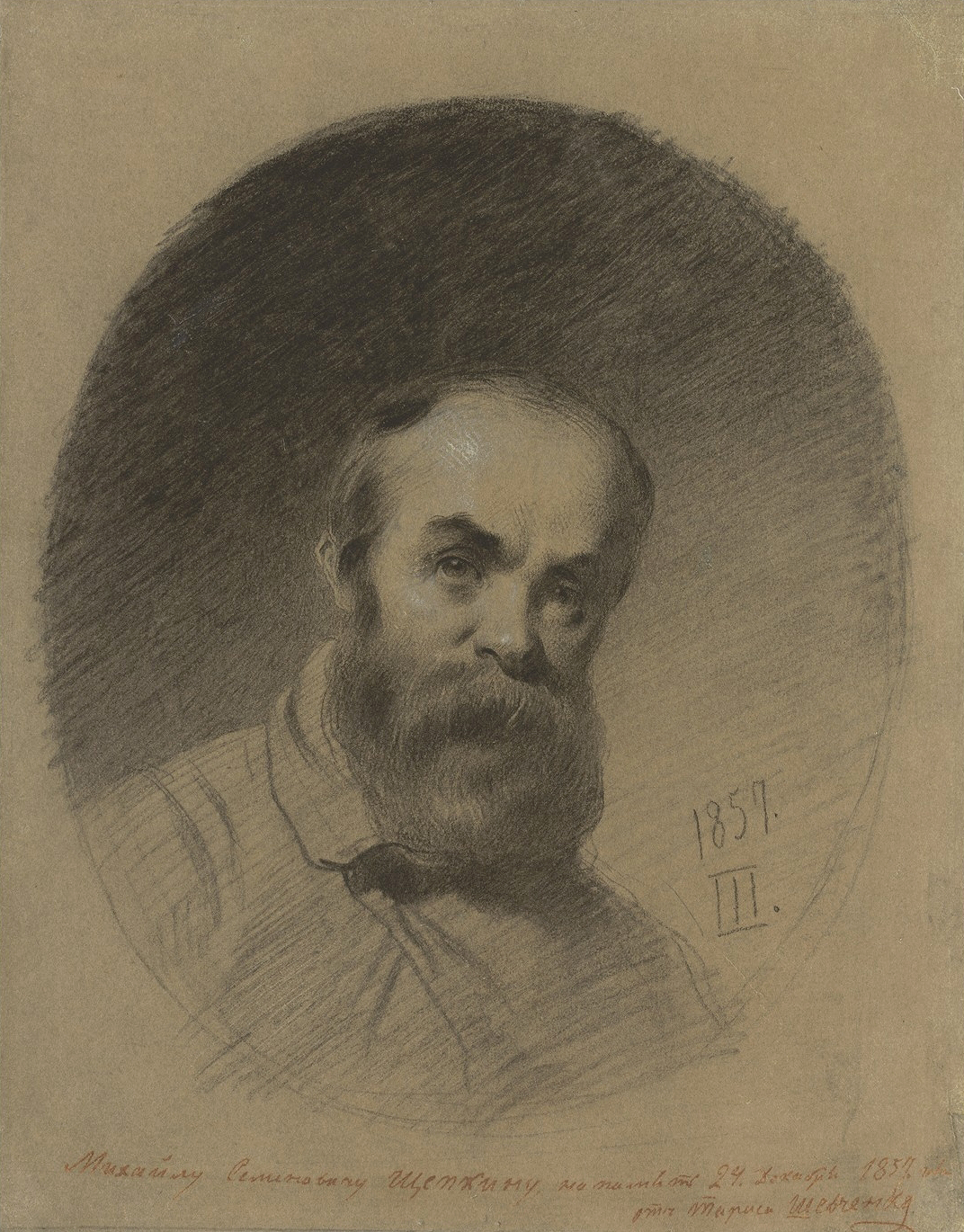
Один из автопортретов, написанных в Нижнем Новгороде, 1857 год
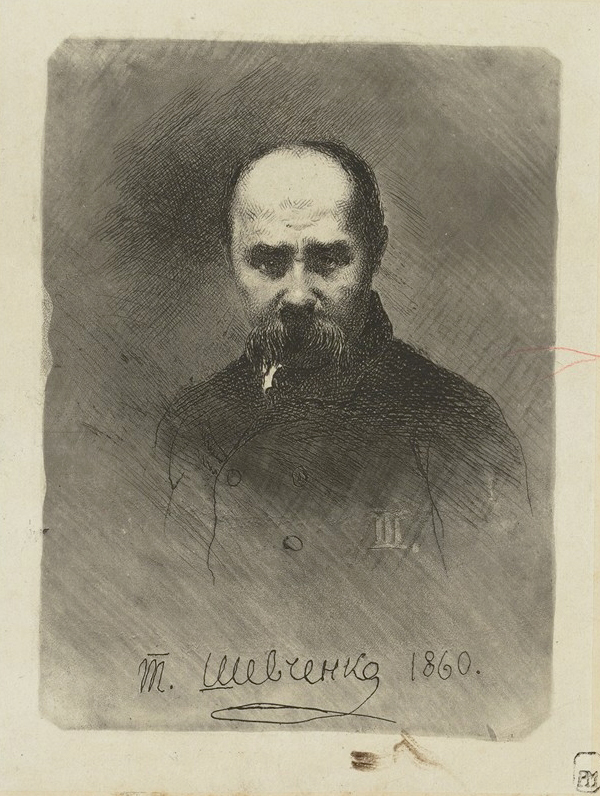
Автопортрет в тёмном костюме, 1860 год
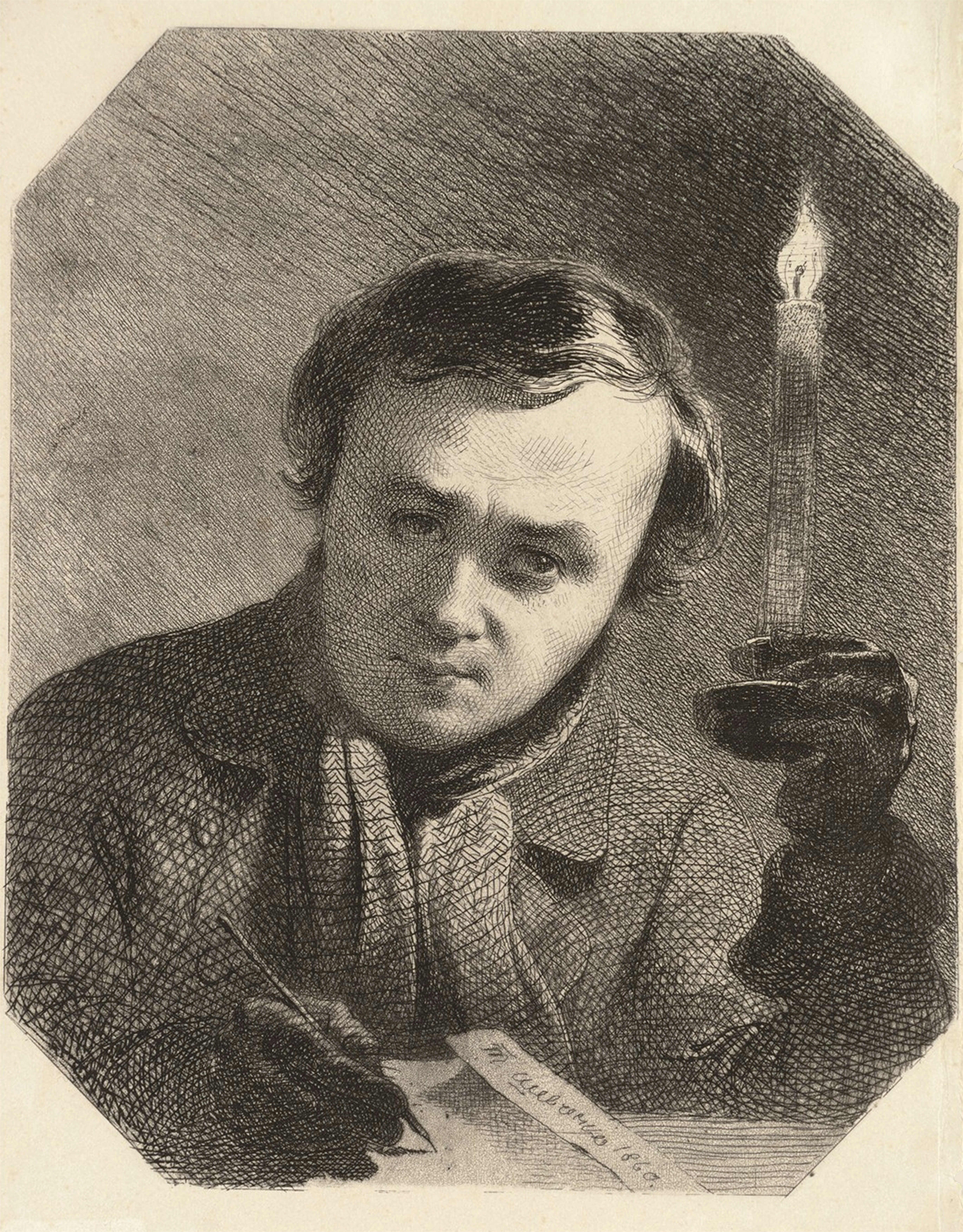
Автопортрет со свечой, 1860 год
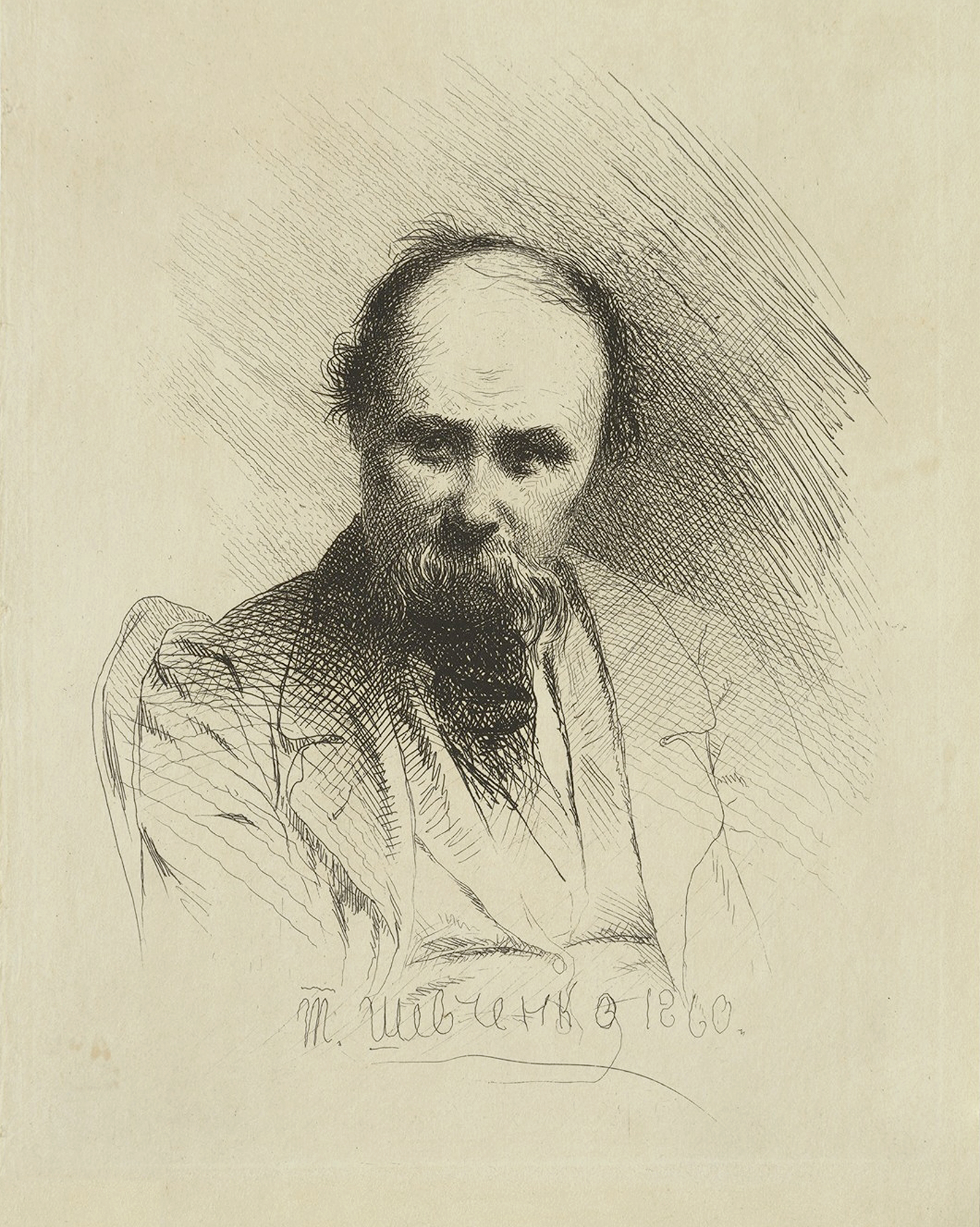
Автопортрет в светлом костюме, 1860 год
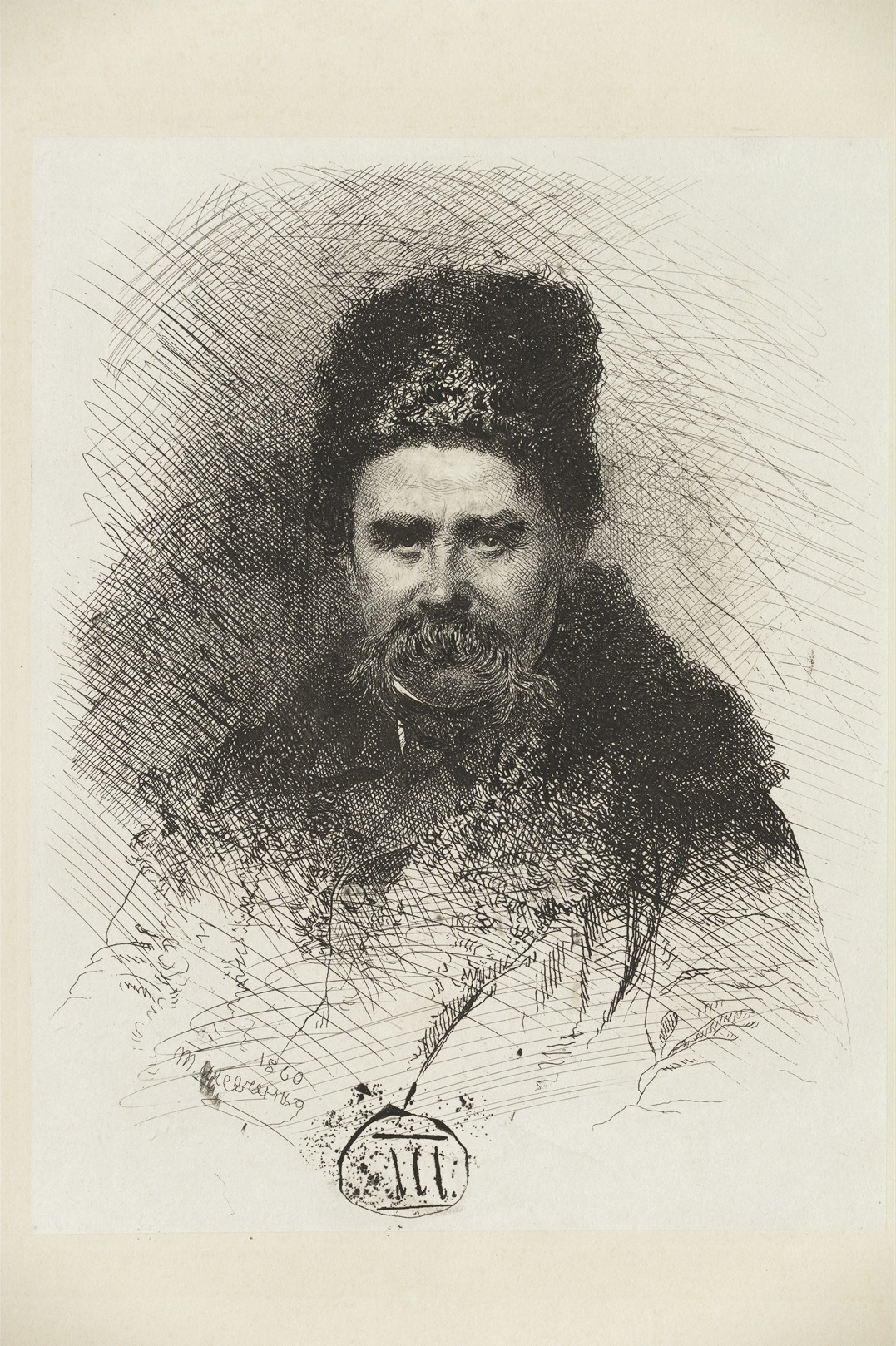
Автопортрет в шапке и тулупе, 1860 год

## Автопортреты, написанные масляными красками
В последние четыре года Шевченко рисовал много и масляными красками. Из четырёх тогдашних полотен, дошедших до нашего времени, три — автопортреты. В них заметно значительное влияние Рембрандта, творчеством которого Шевченко увлекался в юности и которое теперь, работая над офортами, изучал особенно тщательно.

### Автопортрет 1859 года
Один из автопортретов (1859) известен по копии, которую выполнил К. Флавицкий (44,4×35,5, Государственный музей Тараса Григорьевича Шевченко). Шевченко здесь изображён с бородой. Эффект контрастного бокового освещения, придавая изображению большей эмоциональной насыщенности, не отвлекает, однако, внимание от основного — взгляда Шевченко. Кроме копии К. Флавицкого, существовала ещё одна копия (где — теперь неизвестно), которую выполнил художник Жебровский. Гравюра с неё, работы И. Матюшина, была напечатана в приложении к журналу «Русская старина» (июнь 1891 года).

### Автопортрет 1860 года
Этот автопортрет (холст, масло, 59×48, в овале, Государственный музей украинского изобразительного искусства в Киеве), выполнен не позже 1860 года, выставлялся в том же году на выставке в Петербургской академии художеств. Он значительно отличается от других автопортретов художника трактовкой образа: Шевченко нарисовал здесь себя молодым парнем. Из-под высокой, сдвинуты набекрень смушковой шапки выбивается чуб, под свитой — белая вышитая сорочка, связанная красной лентой. Произведение близко к автопортретам Рембрандта не только живописно колористическим решением, но и характерным сочетанием золотисто-коричневых тонов, выразительной светотенью, а также «маскарадом», который много значит в образном строе портрета. Контраст между холостяцким нарядом и грустным взглядом полных слёз глаз физически сломленного, преждевременно состарившегося Шевченко составляет основной мотив произведения, придаёт ему глубоко трагическое звучание.

### Последний автопортрет Тараса Шевченко

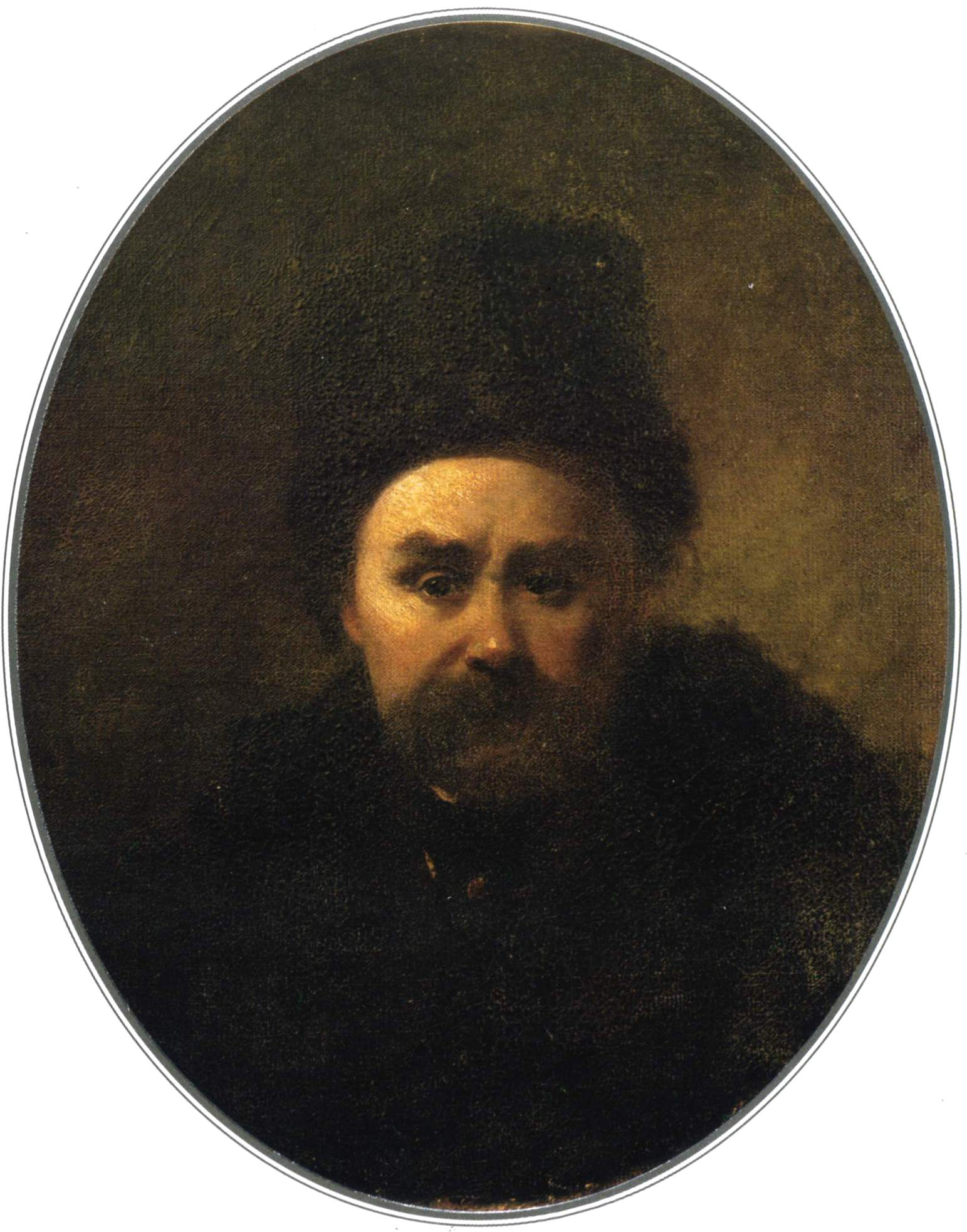
Последний автопортрет

Последний автопортрет (холст, масло, 59×49, в овале, Государственный музей Тараса Григорьевича Шевченко), выполненный 1 февраля 1861 года, воспроизводит образ безнадёжно больного художника. Густой мрак, из которого выступает освещённое контрастным боковым светом лицо Шевченко, усиливает трагизм произведения.

## Автопортретные изображения
Автопортретные изображения есть в некоторых пейзажах Шевченко с развитыми жанровыми мотивами («Шевченко рисует крестьянский двор», 1845, «Шевченко среди участников экспедиции на берегу Аральского моря», 1846—1849).

## Автошаржи
Отдельное место среди автопортретов Шевченко занимают автошаржи, которые есть в альбомах 1839—1843 и 1846—1850 годов, на полях некоторых рукописей поэта (письмо к брату Марку Григорьевичу Шевченко от 2 марта 1840 года, рукопись поэмы «Марьяна-монашка», альбом «Три года»), на копии рисунка «Дом родителей Т. Г. Шевченко в селе Кирилловка», которую исполнила Г. Псёл (1843, частное собрание, Москва). Эти автошаржи свидетельствуют, что свойственное поэту чувство юмора не покидало его и в самые тяжёлые годы жизни.
Автопортреты Шевченко — своеобразная автобиография, написанная рукой великого художника-реалиста.